# Klan Drummond
Drummond (gael. Drummann) – szkocki klan.
Według legendy rodowej założycielem klanu miał być Maurycy, wywodzący się z węgierskiej dynastii Arpadów. Miał on przybyć do Szkocji wraz z urodzonym na Węgrzech Edgarem Æthelingiem.
Obecnie za bliższą prawdy uchodzi hipoteza o celtyckim pochodzeniu rodu.
Pierwszym odnotowanym w źródłach przywódcą klanu był Malcolm Beg, którego syn - również noszący imię Malcolm - brał udział w bitwie pod Bannockburn (1314). Do tego klanu należały również dwie szkockie królowe: Małgorzata Drummond (żona Dawida II Bruce'a) i Annabella Drummond (żona Roberta III Stewarta).